# Partido a partido
Partido a partido fue un programa de televisión, producido por Mediaset Sport para Cuatro, que analizaba cada sábado la jornada de las ligas de fútbol de España tras la emisión de cada partido. El espacio, presentado por Manu Carreño, se estrenó el 30 de agosto de 2014 y finalizó sus emisiones el 15 de noviembre de 2014. Asimismo, el programa contaba con una versión radiofónica diaria, presentada por Álvaro de la Lama y Raúl Jimeno Menottinto, que se emitía a través de Cuatro.com.

## Formato
Partido a partido es un programa de televisión que acompaña la retransmisión de los partidos de Primera División de la Liga de Fútbol Profesional. En él se analizan los resultados de cada jornada, los aspectos más destacados y las noticias más relevantes. Para ello, Manu Carreño cuenta con la colaboración de varios analistas deportivos que proporcionan su opinión y su propio análisis. Además, el espacio aborda diversas entrevistas a los principales protagonistas de la actualidad deportiva.

## Emisiones
- Sábados tras la emisión del partido de Primera División que corresponde a Cuatro. Presentado por Manu Carreño.

- Lunes a viernes a las 09:30 horas, en la radio en línea de Cuatro, con Álvaro de la Lama y Raúl Jimeno Menottinto.

## Equipo

### Presentador
- Manu Carreño (Televisión)
- Álvaro de la Lama (Radio)
- Raúl Jimeno Menottinto (Radio)

### Colaboradores
- Miguel Ángel Revilla
- El Langui
- Sergi Mas
- Fernando Morientes
- Kiko Narvaez
- Lobo Carrasco

## Audiencias
| Temporada | Temporada | Episodios | Estreno              | Final                   | Audiencia media | Audiencia media | Audiencia media |
| Temporada | Temporada | Episodios | Estreno              | Final                   | Espectadores    | Cuota           |                 |
| --------- | --------- | --------- | -------------------- | ----------------------- | --------------- | --------------- | --------------- |
|           | 1         | —         | 30 de agosto de 2014 | 15 de noviembre de 2014 | —               | —               |                 |